# 吸血鬼猎人林肯 (电影)
《吸血鬼猎人林肯》（英語：Abraham Lincoln: Vampire Hunter）是一部2012年美国歷史奇幻驚悚电影，改编自2010年的同名小说。提默·貝克曼比托夫执导，与蒂姆·伯顿联合制片。由原著作者賽斯·葛雷恩·史密斯负责编写剧本。故事主角是美国第16任总统亚伯拉罕·林肯。
2011年3月在路易斯安那州开拍，美国于2012年6月22日上映。

## 剧情
白天的時候，林肯是整日忙於解放黑奴、拯救美國聯邦的冷靜總統；到了晚上，他手執斧頭，專門獵殺到處肆虐並善於化身隱藏的吸血鬼，以另類的方式為人民減去生命的威脅。然而林肯除了正義感使然，是否另有隱情？當吸血鬼準備大舉反撲時，林肯如何逃避無情的瘋狂追殺，並同時保護無辜者不受牽連？一場驚心動魄的正邪對決一觸即發！

## 演员
- 班傑明·沃克飾演亞伯拉罕·林肯
- 瑪麗·伊莉莎白·文斯蒂德飾演瑪麗·林肯

## 制作
主題曲  聯合公園（Linkin Park）Powerless（無能為力）

## 评价
媒体综评40分，烂番茄新鲜度39%，口碑一般，不过影片的特技和画面得到了不少肯定。
代表性评价：“灰暗的墓地色调烘托出凝重的氛围和沉重的主题”，“风格异常鲜明，片中怪兽角色的塑造相当成功”，“与以往的历史改编影片不同，本片对历史史实的改动相当惊人，不过娱乐性非常充足”；“原本我认为这样一部将历史人物和超自然题材混搭的影片会走黑色幽默路线，谁知导演和编剧偏偏以正剧的形式演绎”，“影片的表现手法过于直白，没有史诗架空作品固有的神秘与新奇感”，“除了林肯劈头的动作异常潇洒外，整部影片实在是生硬的可以。”
頭條日報的祈佳仕說：「人和吸血鬼之鬥旗鼓相當，拍出了緊張氣氛；猙獰殭屍突然出沒，驚恐度十足，還有不少奪目大場面，如萬馬奔馳之間你追我逐或在火車頂遇敵殺敵，都讓人留下深刻印象。」
明報的石琪說：「此片不對勁，主要問題並非『大話西遊』，而是把惡搞故事拍得太正經，缺乏應有的黑色幽默和怪雞諷刺。」
頭條日報的思慧說：「特技及剪接是100個Like，澎湃萬馬奔騰同Matrix式火車焚橋是誇中帶激，總之新奇好玩夠Fun。」
香港爽報的張居說：「此片由添·布頓監製，出奇地沒有半點他的風格，反由《殺神特工》導演作主導，幾場大戰別開生面。」

## 票房
美国首周末收获1650万美圆，位居第三位。